# Hiroyuki Sanada

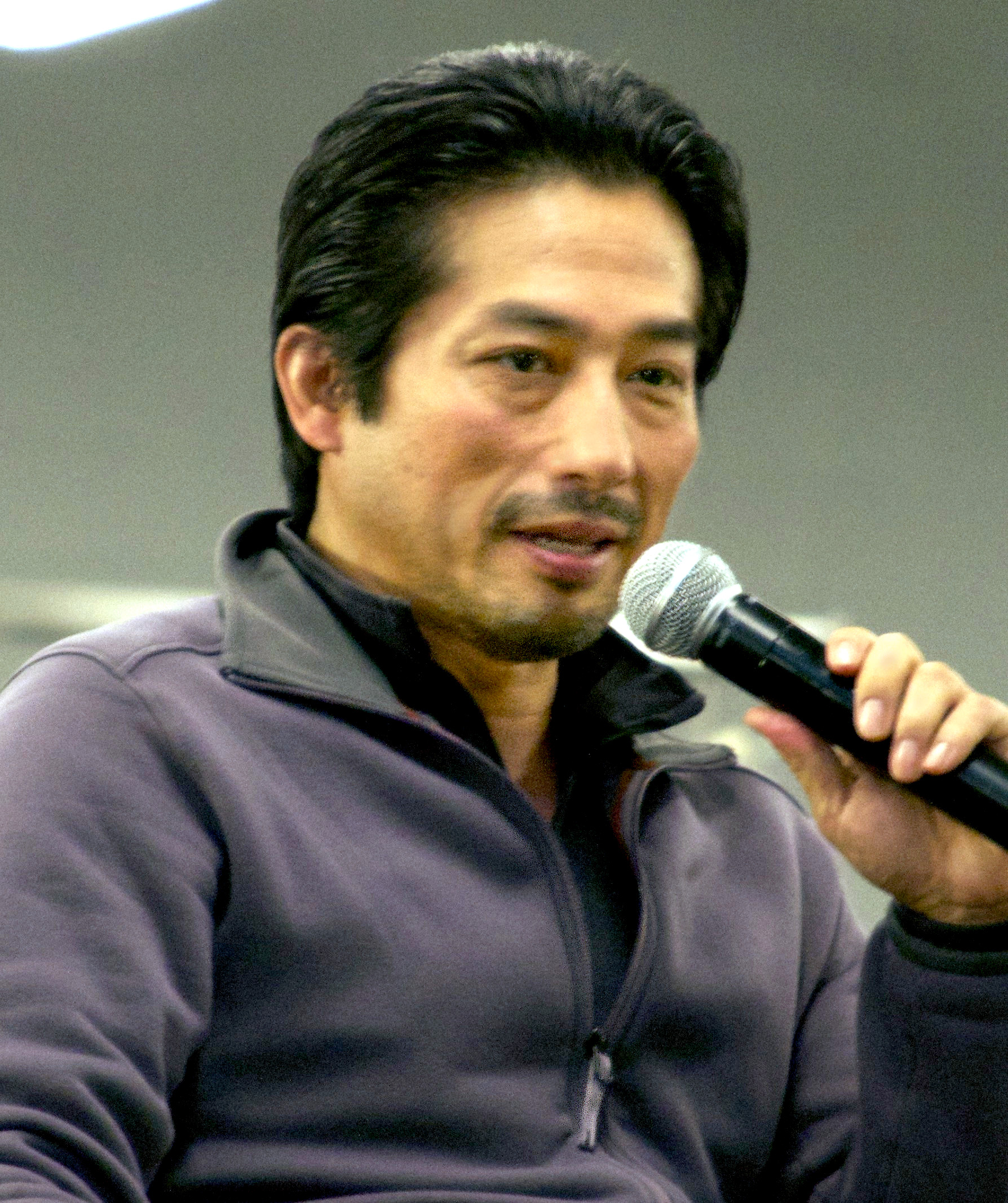
Hiroyuki Sanada im Oktober 2013

Hiroyuki Sanada MBE (japanisch 真田 広之 Sanada Hiroyuki; * 12. Oktober 1960 in Tokio) ist ein japanischer Film- und Bühnenschauspieler. Der Name Sanada ist angenommen, sein richtiger Name ist Hiroyuki Shimosawa (下澤 廣之, Shimosawa Hiroyuki).

## Leben
Schon mit 12 Jahren hatte er begonnen, sich für Kampfsport zu interessieren. Zudem lernte er reiten und studierte die traditionellen japanischen Tänze. Der Absolvent der Filmfakultät der Nihon-Universität strebte zuerst eine Karriere als Actiondarsteller an. In Yagyū ichizoku no inbō (1978) hatte er seine erste Rolle in einem historischen Actionfilm, weitere Filmaufgaben folgten. Der Schauspieler führte seine Stunts selbst aus und avancierte spätestens mit seiner Filmrolle in Mahjong hōrōki (1984) zum gefragten Star des Genres. Heute ist er ein Senior Member des Japan Action Club.
Er entwickelte sich zu einem sehr vielseitigen Schauspieler weiter. Im deutschsprachigen Raum kennt man ihn vor allem seit seiner Rolle als Schwertkämpfer in Last Samurai mit Tom Cruise oder in den Ringu-Horrorfilmen.
Zwischen 1999 und 2000 spielte Sanada – als erster Japaner – den Hofnarren in einer englischen Produktion von König Lear mit der Royal Shakespeare Company. Für seine Verdienste wurde er von der britischen Königin Elisabeth II. mit dem Orden Member of the Order of the British Empire (MBE) ausgezeichnet.
2007 war er im dritten Teil von Rush Hour mit Jackie Chan zu sehen. Nach der Mitwirkung in den Fernsehserien Lost (2010) und Revenge (2011–2012) war er 2013 in Wolverine: Weg des Kriegers zu sehen. Ebenfalls 2013 übernahm er die Rolle des Ōishi Kuranosuke, des Anführers der 47 Rōnin, in der gleichnamigen Verfilmung über diese.
2017 wurde er in die Academy of Motion Picture Arts and Sciences (AMPAS) aufgenommen, die jährlich die Oscars vergibt.
Für seine Mitwirkung als Hauptdarsteller und Mitproduzent der US-amerikanischen Serie Shōgun gewann er 2024 zwei Emmys. Ein Jahr später wurde ihm für seine Darstellung des japanischen Fürsten Yoshi Toranaga auch der Golden Globe Award zuerkannt.

## Filmografie (Auswahl)
- 1966: Game of Chance (Rokyoku komori-uta)
- 1974: The Executioner (Chokugeki! Jigoku-ken)
- 1978: Im Schatten des Shogun (Yagyû ichizoku no inbô)
- 1978: Sternenkrieg im Weltall (Uchu kara no messeji)
- 1979: Message from Space: Galactic Battle (Uchu kara no messeji: Ginga taisen, Fernsehserie)
- 1979: The Shogun Assassins (Sanada Yukimura no bouryaku)
- 1979: Time Slip – Der Tag der Apokalypse (Sengoku jieitai)
- 1980: The Terrible Couple (Tonda kappuru)
- 1981: Samurai Reincarnation (Makai tenshô)
- 1982: Die Todestreppe (Kamata kôshinkyoku)
- 1982: Diamantenauge (Hoero tekken)
- 1982: Lovers Lost (Dôtonborigawa)
- 1982: Ninja Kommando (Ninja in the Dragon’s Den)
- 1982: Ninja Wars (Iga ninpôchô)
- 1983: Die Legende von den acht Samurai (Satomi Hakkenden)
- 1986: Inujini sesi mono
- 1986: Kyabarê
- 1986: Ultra Force (Wong ga jin si)
- 1987: Sure Death: Revenge (Hissatsu 4: Urami harashimasu)
- 1990: Byoin e iko
- 1990: Der Schrecken der Berge (Rimeinzu: Utsukushiki yuusha-tachi)
- 1990: Tsugumi
- 1993: High School Teacher (Kôkô kyôshi, Fernsehserie)
- 1995: The Abe Clan (Abe ichizoku, Fernsehfilm)
- 1995: East Meets West
- 1995: Sharaku
- 1998: Ring – Das Original (Ringu)
- 1998: Rasen
- 1999: Tadon to chikuwa
- 1999: Ring 2 (Ringu 2)
- 2001: Minna no ie
- 2001: Onmyouji
- 2001: Sukedachi-ya Sukeroku
- 2002: Samurai der Dämmerung (Tasogare Seibei)
- 2003: Last Samurai
- 2005: Aegis (Bôkoku no îgisu)
- 2005: The White Countess
- 2005: Wu Ji – Die Reiter der Winde (Wújí)
- 2007: Sunshine
- 2007: Rush Hour 3
- 2007: The City of Your Final Destination
- 2008: Speed Racer
- 2010: Lost (Fernsehserie, 5 Folgen)
- 2011–2012: Revenge (Fernsehserie, 4 Folgen)
- 2013: Wolverine: Weg des Kriegers (The Wolverine)
- 2013: 47 Ronin
- 2013: Die Liebe seines Lebens (The Railway Man)
- 2014: Extant (Fernsehserie, 13 Folgen)
- 2014–2015: Helix (Fernsehserie, 15 Folgen)
- 2015: Minions (Stimme)
- 2015: Mr. Holmes
- 2016: The Last Ship (Fernsehserie)
- 2017: Life
- 2018: The Catcher Was a Spy
- 2018: Westworld (Fernsehserie, 3 Folgen)
- 2019: Avengers: Endgame
- 2020: Minamata
- 2021: Mortal Kombat
- 2021: Army of the Dead
- 2022: Bullet Train
- 2023: John Wick: Kapitel 4 (John Wick: Chapter 4)
- 2024: Shōgun (Fernsehserie, auch Produktion)

## Dorama
Dorama sind japanische Fernsehserien.
- Hikon Kazoku (2001)
- Furuhata Ninzaburo 1999
- Konna Koi no Hanashi 1997
- Bokuga kanojo ni shakkin wo shita riyu 1994
- Taburoido (1998)
- Kôkô kyôshi (1993)

## Auszeichnungen
- Golden Globe Awards 2025: Auszeichnung als Bester Serien-Hauptdarsteller – Drama für Shogun